# Helmut Heckelmann
Helmut Heckelmann (* vor 1935) ist ein deutscher Schauspieler und Hörspielsprecher.

## Wirken
Helmut Heckelmann trat von Mitte der 1960er bis Mitte der 1970er Jahre in etlichen deutschen Filmproduktionen und Fernsehserien auf. Er wirkte in Hörspielen mit und las die Texte vieler Hörbücher, die in damaliger Zeit vorwiegend in Blindenbüchereien Verwendung fanden.

## Filmografie (Auswahl)
- 1965: John Klings Abenteuer (Fernsehserie, 1 Folge)
- 1965: Stadt auf Stelzen (Fernsehfilm)
- 1967: Ein Fall für Titus Bunge (Fernsehserie, 1 Folge)
- 1966–1968: Vorsicht Falle! – Nepper, Schlepper, Bauernfänger (Fernsehserie, 2 Folgen)
- 1968: Das Ferienschiff (Fernsehserie, 3 Folgen)
- 1970: Jim Knopf und Lukas, der Lokomotivführer (Fernsehfilm)
- 1970: Abra Makabra (Fernsehfilm)
- 1971: Ich werde dich töten, Wolf
- 1971: Krach im Hinterhaus (Fernsehfilm)
- 1972: Kleinstadtbahnhof (Fernsehserie, 2 Folgen)
- 1972: Tatort: Strandgut (Fernsehreihe)
- 1973: Eigentlich hatte ich Angst... – Die Geschichte eines ungewöhnlichen Helden (Fernsehfilm)

## Hörspiele (Auswahl)
- 1965: Astrid Lindgren: Pippi Langstrumpf – Regie: Jörg Bobsin
- 1965: Erika Ertl: Ötzmicki, das Burggespenst – Regie: Horst Schneider

## Hörbücher (Auswahl)
- John Steinbeck: Das Tal des Himmels
- B. Traven: Der Schatz der Sierra Madre
- Knut Hamsun: Segen der Erde
- Archibald Joseph Cronin: Dr. Shannons Weg
- Erich Maria Remarque:  Der Himmel kennt keine Günstlinge